# Sweet Nothing
«Sweet Nothing» (с англ. — «Сладкое ничто») ― песня шотландского диджея и продюсера Кельвина Харриса с его третьего студийного альбома 18 Months. В записи приняла участие певица Флоренс Уэлч. Премьера трека состоялась на шоу Криса Мойлса на BBC Radio 1 28 августа 2012 года, позже он был выпущен в качестве пятого сингла с альбома 12 октября 2012 года.
Песня получила положительные отзывы, многие критики хвалили его постановку и вокал Уэлч. Она дебютировала на 1-м месте в UK Singles Chart, в чартах США песня заняла 10-е место. «Sweet Nothing» получила номинацию на премию Грэмми в категории Лучшая танцевальная запись.

## История
30 июля 2012 года Кельвин Харрис заявил в своем Twitter, что его третий студийный альбом 18 Months выйдет в конце октября 2012 года. В интервью 4Music Харрис объяснил, что альбом будет похож на сборник. Он решил пригласить для записи певицу Флоренс Уэлч. Ранее он работал с ее группой Florence and the Machine над ремиксом их сингла «Spectrum». Он занял тогда 1-е место в UK Singles Chart. Флоренс была занята гастролями и у них было всего три дня на запись песни.

## Критика

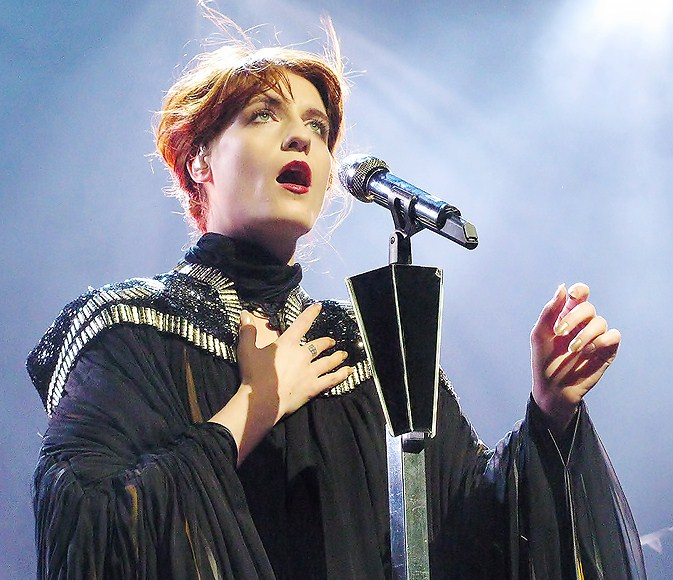
Флоренс Уэлч.

Песня получила в целом положительные отзывы музыкальных критиков. После его премьеры на радио Робби Доу из Idolator заявил: Если бы были какие-то сомнения относительно того, является ли Харрис нынешним королем танцевальной поп-музыки по обе стороны Атлантики, достаточно было бы только послушать этот энергичный джем. Крис Смит из Yahoo! назвала их «поп-дуэтом, сделанным на небесах», написав: Вокал Фло так легко поддается треку и мне трудно понять, почему она раньше не отваживалась попробовать этот жанр. Ребекка Николсон из газеты The Guardian назвала песню «отличной кульминацией» альбома. Роберт Копси из Digital Spy написал, что песне не хватает оригинальности и она больше похожа на попытку вписаться, а не выделиться .

## Музыкальное видео
23 августа Харрис сообщил через Facebook, что снимает клип на песню. Видео было снято в течение двух дней в клубе в Далстон, в Лондоне, под руководством Винсента Хейкока. Внешние кадры были сняты недалеко от автобусной остановки методистской церкви Степни на Коммершиал-роуд, Лаймхаус, Лондон. Премьера клипа состоялась 20 сентября 2012 года на YouTube. В клипе снимались Харрис и Уэлч, а также английские актеры Лео Грегори и Киануш Джозеф.

## Трек-лист
| №  | Название                                   | Длительность |
| -- | ------------------------------------------ | ------------ |
| 1. | «Sweet Nothing» (Diplo + Grandtheft Remix) | 3:33         |
| 2. | «Sweet Nothing» (Tiësto remix)             | 5:08         |
| 3. | «Sweet Nothing» (Burns remix)              | 4:00         |
| 4. | «Sweet Nothing» (Dirtyloud remix)          | 4:02         |
| 5. | «Sweet Nothing» (Qulinez remix)            | 6:14         |

| №  | Название                       | Длительность |
| -- | ------------------------------ | ------------ |
| 1. | «Sweet Nothing»                | 3:32         |
| 2. | «Sweet Nothing» (Tiësto remix) | 5:08         |

## Чарты
| Чарт (2012–13)                                       | Высшая позиция |
| ---------------------------------------------------- | -------------- |
| Австралия (ARIA)                                     | 2              |
| Australia Dance (ARIA)                               | 1              |
| Австрия (Ö3 Austria Top 40)                          | 29             |
| Бельгия/Фландрия (Ultratop 50)                       | 9              |
| Бельгия/Валлония (Ultratop 50)                       | 23             |
| Brazil (Hot 100 Airplay)                             | 77             |
| Brazil (Hot Pop Songs)                               | 26             |
| Канада (Billboard Canadian Hot 100)                  | 15             |
| СНГ (TopHit)                                         | 55             |
| Чехия (Rádio — Top 100)                              | 26             |
| Дания (Tracklisten)                                  | 8              |
| Европа (Billboard Euro Digital Song Sales)           | 4              |
| Финляндия (Suomen virallinen lista)                  | 9              |
| Франция (SNEP)                                       | 17             |
| Германия (GfK)                                       | 19             |
| Венгрия (Rádiós Top 40)                              | 12             |
| Венгрия (Dance Top 40)                               | 31             |
| Ирландия (IRMA)                                      | 1              |
| Япония (Billboard Japan Hot 100)                     | 36             |
| Люксембург (Billboard Luxembourg Digital Song Sales) | 10             |
| Mexico Airplay (Billboard)                           | 1              |
| Нидерланды (Dutch Top 40)                            | 22             |
| Нидерланды (Single Top 100)                          | 29             |
| Новая Зеландия (Recorded Music NZ)                   | 2              |
| Норвегия (VG-lista)                                  | 13             |
| Польша (Polish Airplay Top 100)                      | 4              |
| Poland (Video Chart)                                 | 1              |
| Португалия (Billboard Portugal Digital Song Sales)   | 7              |
| Romania (Romanian Top 100)                           | 72             |
| Россия (TopHit)                                      | 60             |
| Шотландия (OCC Scotland)                             | 1              |
| Словакия (Rádio — Top 100)                           | 30             |
| Испания (PROMUSICAE)                                 | 33             |
| Швеция (Sverigetopplistan)                           | 15             |
| Швейцария (Schweizer Hitparade)                      | 36             |
| Украина (TopHit)                                     | 29             |
| Великобритания (OCC UK Singles)                      | 1              |
| Великобритания (OCC UK Dance)                        | 1              |
| США (Billboard Hot 100)                              | 10             |
| США (Billboard Adult Pop Airplay)                    | 20             |
| США (Billboard Dance Club Songs)                     | 1              |
| США (Billboard Dance/Mix Show Airplay)               | 1              |
| США (Billboard Hot Dance/Electronic Songs)           | 3              |
| США (Billboard Latin Pop Airplay)                    | 17             |
| США (Billboard Pop Airplay)                          | 5              |
| США (Billboard Rhythmic)                             | 13             |

| Чарт (2012)                          | Позиция |
| ------------------------------------ | ------- |
| Australia (ARIA)                     | 55      |
| Australia Dance (ARIA)               | 9       |
| Netherlands (Dutch Top 40)           | 101     |
| UK Singles (Official Charts Company) | 48      |

| Чарт (2013)                           | Позиция |
| ------------------------------------- | ------- |
| Australia Dance (ARIA)                | 38      |
| Belgium (Ultratop 50 Flanders)        | 97      |
| Belgium (Ultratop 50 Wallonia)        | 71      |
| Canada (Canadian Hot 100)             | 48      |
| Netherlands (Dutch Top 40)            | 192     |
| Sweden (Sverigetopplistan)            | 51      |
| UK Singles (Official Charts Company)  | 161     |
| US Billboard Hot 100                  | 44      |
| US Dance/Electronic Songs (Billboard) | 12      |
| US Mainstream Top 40 (Billboard)      | 24      |

## Сертификации
| Регион | Сертификация  | Продажи   |
| --- | ------------- | --------- |
| Австралия (ARIA) | 6× Платиновый | 420 000   |
| Бельгия (BEA) | Золотой       | 15 000*   |
| Бразилия (ABPD) | Бриллиантовый | 250 000   |
| Канада (Music Canada) | 5× Платиновый | 400 000   |
| Германия (BVMI) | Платиновый    | 300 000   |
| Италия (FIMI) | Золотой       | 15 000*   |
| Мексика (AMPROFON) | Золотой       | 30 000*   |
| Новая Зеландия (RMNZ) | 2× Платиновый | 30 000*   |
| Испания (PROMUSICAE) | Золотой       | 30 000    |
| Швеция (GLF) | 2× Платиновый | 80 000    |
| Швейцария (IFPI Switzerland) | Золотой       | 15 000^   |
| Великобритания (BPI) | 2× Платиновый | 1 200 000 |
| США (RIAA) | 3× Платиновый | 3 000 000 |
| Стриминг |               |           |
| Дания (IFPI Danmark) | 2× Платиновый | 3 600 000 |
| * Данные о продажах приведены только на основе сертификации. · ^ Данные о тиражах приведены только на основе сертификации. · Данные о продажах + прослушиваниях приведены только на основе сертификации. · Данные только о прослушиваниях приведены на основе сертификации. |               |           |